# Debout les morts (roman)
Debout les morts est un roman policier français de Fred Vargas, paru en 1995.
Ce quatrième roman obtient le prix du Polar de la ville du Mans, avant d’être couronné par le prix Mystère de la critique en 1996.

## Résumé
Un matin, la cantatrice Sophia Siméonidis aperçoit dans son jardin un arbre qu’elle n’a jamais vu auparavant. Elle s'interroge sur sa provenance, alors que son époux reste indifférent. Elle aborde ses voisins quelque peu atypiques pour qu'ils vérifient si les racines de l’arbre cachent quelque chose, mais leurs fouilles ne révèlent rien.
Un jour, Sophia disparaît. Pierre, son mari, ne se fait pas de souci : il croit qu'elle est partie rejoindre Stelyos, son ancien amant. À l'inverse, Juliette, une amie intime de Sophia, s'inquiète, d'autant qu'elle n'a reçu aucune nouvelle.
Le temps passe, et l'on découvre un cadavre calciné qu'une petite pierre de basalte relie à la cantatrice.
Arrive Alexandra, sa nièce, qui a tout à gagner de la mort de Sophia. Son absence d'alibi en fait justement le suspect numéro un.
Troublés par cette énigme et convaincus de l'innocence d'Alexandra, les voisins enquêtent.

## Personnages principaux
- Marc Vandoosler, dit « Saint Marc » : il est médiéviste. De taille moyenne, extrêmement mince, avec un corps et un visage anguleux, des mains maigres et longues, il a des cheveux noirs et raides. Élégant, il porte quatre grosses bagues en argent d’origines africaine et carolingienne. Il est habillé en noir et porte une ceinture en argent un peu clinquante. Il est orgueilleux, gracile, défaitiste, pessimiste, un peu austère, « dans la merde » depuis deux ans, divorcé, au chômage. Il donne une impression de grande intelligence. Il appréciait beaucoup Sophia, la cantatrice disparue. À la fin du roman, on peut penser qu'il est amoureux de la nièce de cette dernière. Son rôle est important. Presque toute l'histoire est racontée de son point de vue. Il est intelligent et sensible ; dans son temps libre il écrit des textes sur le Moyen Âge.
- Mathias Delamarre, dit « Saint Matthieu » : archétype du chasseur-cueilleur, il est historien spécialiste de la préhistoire. Il a des cheveux blonds incoiffables, des yeux bleus, de grandes mains. Il porte des sandales en cuir, aime se promener nu. Il est intelligent, silencieux, n’a ni travail, ni femme. Il désire Juliette, et cela le trouble beaucoup.
- Lucien Devernois, dit « Saint Luc » : il est historien de la Grande Guerre et contemporanéiste. Les joues blêmes, la mèche de cheveux bruns retombant sans cesse sur les yeux, il a toujours la cravate serrée, la veste grise et les chaussures de cuir éculées mais anglaises. Il est très bavard. Il est inspiré du frère de Fred Vargas, l'historien Stéphane Audoin-Rouzeau[réf. souhaitée].
- Armand Vandoosler : il est le parrain et l’oncle de Marc. À 68 ans, se tenant droit et haut, il surveille et observe beaucoup, aime donner son avis, est intelligent, brillant, d’une beauté dégradée, des lignes franches, un nez busqué. Les lèvres irrégulières, l’œil triangulaire, le regard séduisant. Il a fait partie de la Brigade des stupéfiants mais a été renvoyé parce qu’il a aidé un criminel à s’échapper.

## Éditions françaises
- 1995 : Éditions Viviane Hamy, coll. « Chemins nocturnes »  (ISBN 2-87858-068-0)
- 2005 : J'ai lu, coll. « Policier »  (ISBN 2-290-35130-X)
- 2007 : Magnard, coll. « Classiques&Contemporains »  (ISBN 978-2-210-75493-5)
- 2016 : Audiolib, coll. « Chemins nocturnes », coll.  (ISBN 978-2-35641-864-7)
- 2018 : Éd. Retrouvées, coll. « Lire en grand »  (ISBN 978-2-36559-201-7)

## Adaptation
Une adaptation sous forme de feuilleton radiophonique est proposée en 2017 par France Culture dans l'émission Fictions / Le Feuilleton.